# Sidmouth
Sidmouth (uttalat /ˈsɪdməθ/ på engelska) är en mindre badort och civil parish vid Engelska kanalen, i Devon, Sydvästra England. Staden ligger vid floden Sids mynning, i distriktet East Devon, 24 kilometer öster om Exeter. Sidmouths befolkning uppgår till cirka 15 000 av vilka 40 % är äldre än 65 år (Storbritanniens pensionsålder). Staden är en turistort och inkörsport till världsarvsområdet Jurakusten. En stor del av staden har utsetts till skyddat område (Conservation Area).